# Stanisław Kobyliński

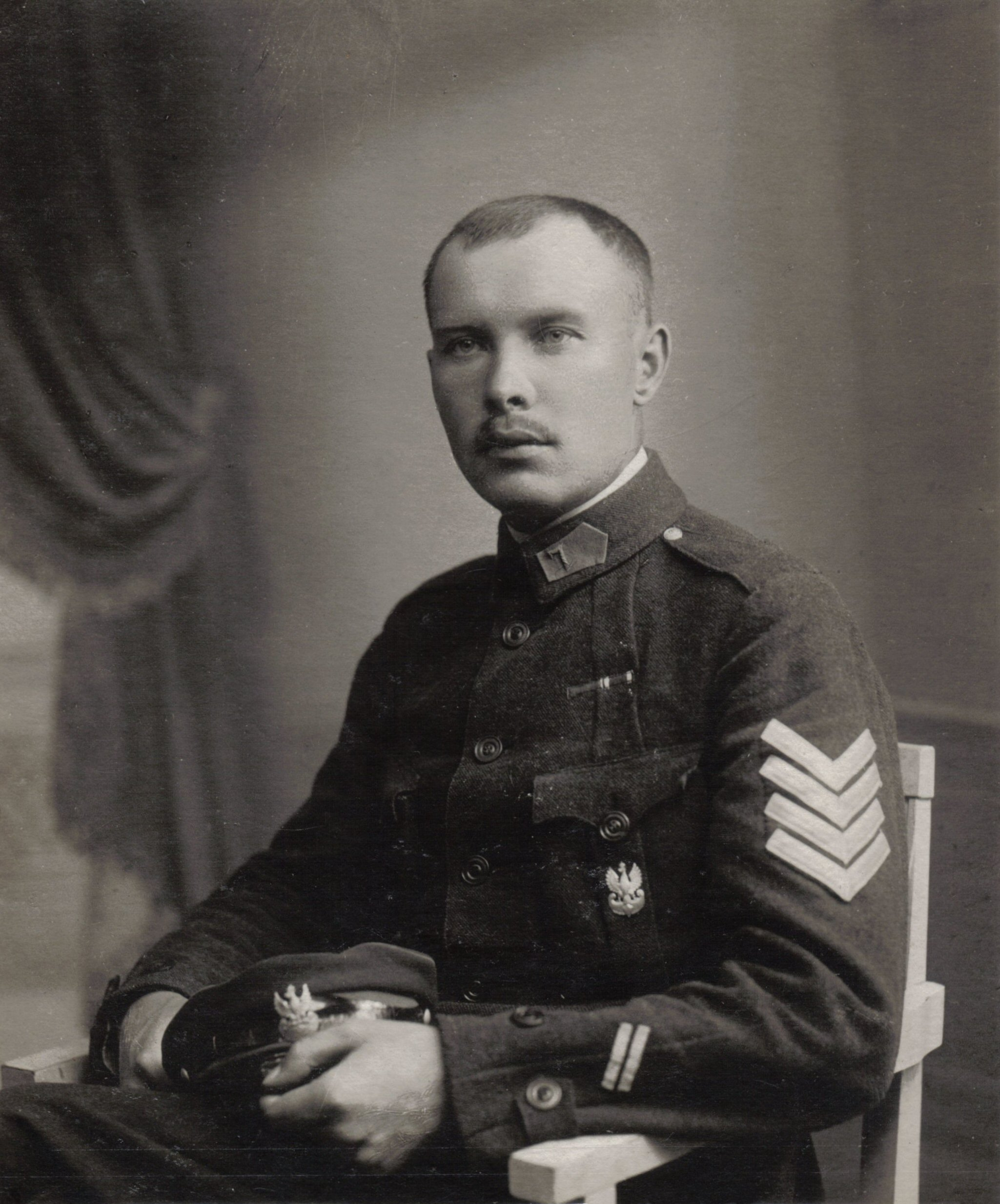
Stanisław Kobyliński w mundurze podkapitana 7 pułku strzelców polskich

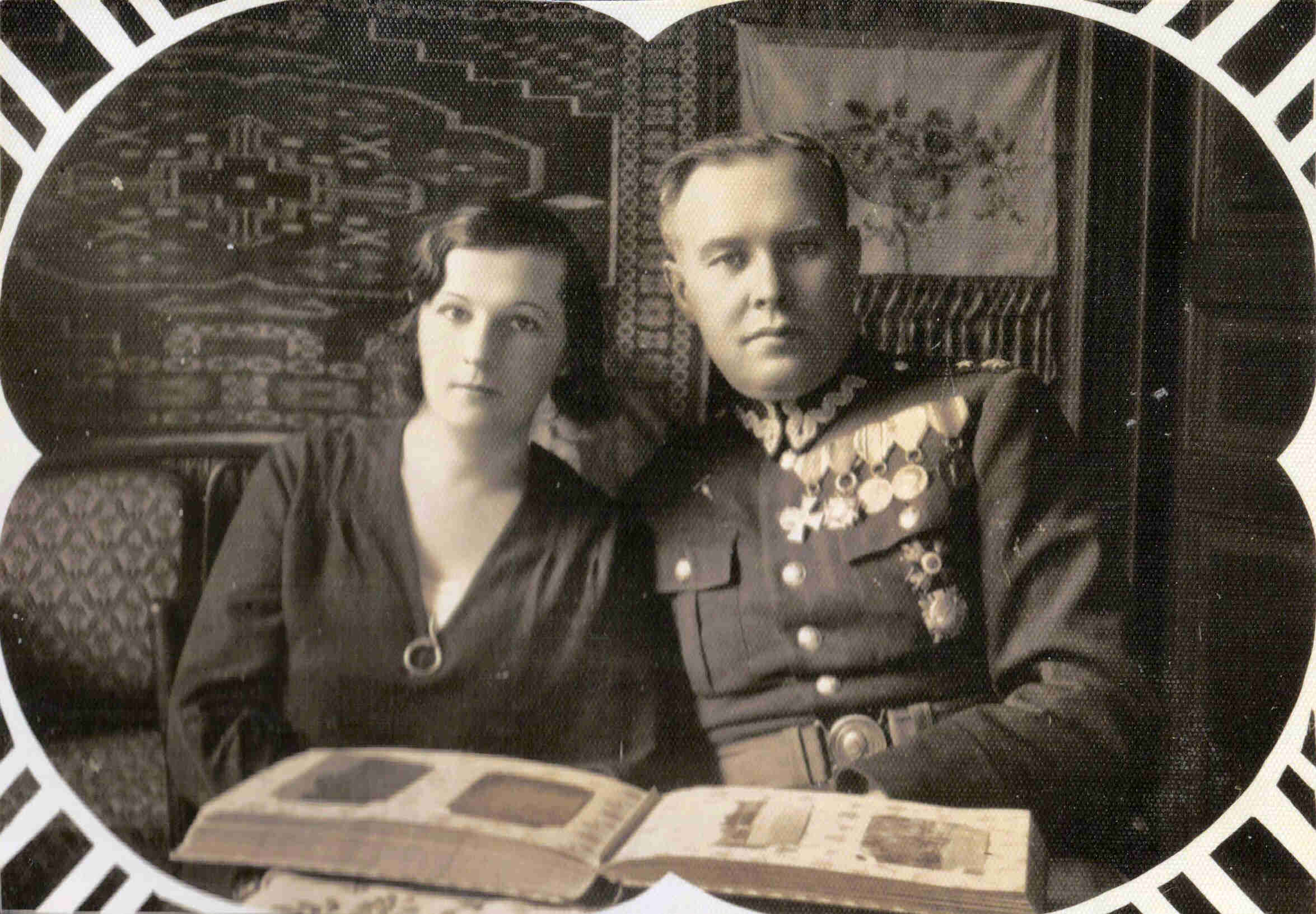
Mjr Stanisław Kobyliński z żona Ireną, ok. 1930

Stanisław Franciszek Kobyliński (ur. 27 września 1888 w Kobylanach-Kozach, zm. 31 grudnia 1974 w Warszawie) – major piechoty Wojska Polskiego.

## Życiorys
Urodził się w rodzinie Ignacego i Barbary z Kobylińskich, jako najstarszy z pięciorga dzieci: Grzegorz (ur. 12 marca 1891), Maria (ur. 9 września 1893), Apolonia (ur. 29 czerwca 1896) i Wincenty (ur. 30 września 1898). Wykształcenie zdobył w polskim Gimnazjum Podlaskim w Siedlcach. Ze względu na brak uprawnień państwowych szkoły polskiej maturę uzyskał w 1913 w Warszawie. Po maturze pracował w firmie Braci Borkowskich w Grodnie pomagając stamtąd rodzinie.
W dniu wybuchu I wojny światowej 1 sierpnia 1914 został powołany do rosyjskiej armii. Dostał przydział do 149 pieszej grodzieńskiej drużyny, mającej za zadanie ochronę przepraw na Bugu. W maju 1916 r. został skierowany do szkoły oficerskiej w Pskowie, którą ukończył w stopniu starszego lejtnanta (por.).
Po rewolucji lutowej w 1917 został wcielony do I Korpusu Polskiego dowodzonego przez gen. Dowbor-Muśnickiego. W 1918, w stopniu podkapitana, pełnił służbę w 7 pułku strzelców polskich. Początkowo korpus ten wobec walk rewolucyjnych zachowywał neutralność, jednak po zaatakowaniu przez Gwardię Czerwoną rozgromił bolszewików, zdobył miasto Bobrujsk i osadził się w tamtejszej twierdzy.
Po pokoju brzeskim Bobrujsk został przejęli Niemcy, którzy bez walki rozwiązali I Korpus. Stanisław Kobyliński wrócił do kraju, a dokładnie 11 listopada 1918 zgłosił się jako porucznik do organizującego się 22 pułku piechoty w Siedlcach. 8 lipca 1920, podczas wojny z bolszewikami, został przeniesiony z baonu zapasowego 22 pułku piechoty do VI Lubelskiego baonu etapowego na stanowisko dowódcy. Podczas walki został ranny w bitwie pod Równem.
Po zakończeniu wojny kontynuował zawodową służbę wojskową w 22 pp w Siedlcach. 3 maja 1922 został zweryfikowany w stopniu kapitana ze starszeństwem z dniem 1 czerwca 1919 i 240. lokatą w korpusie oficerów piechoty. 1 grudnia 1924 został mianowany majorem ze starszeństwem z dniem 15 sierpnia 1924 roku i 63. lokatą w korpusie oficerów piechoty. W 1925 został dowódcą II batalionu w macierzystym pułku. W marcu 1926 został zwolniony ze stanowiska dowódcy II/22 pp i przeniesiony służbowo do Powiatowej Komendy Uzupełnień Siedlce na trzy miesiące, w celu odbycia praktyki poborowej. We wrześniu tego samego roku został przeniesiony do nowo powstałej Powiatowej Komendy Uzupełnień Wilno Miasto na stanowisko kierownika I referatu administracji rezerw. 23 grudnia 1927 został przeniesiony do kadry oficerów piechoty z pozostawieniem na dotychczas zajmowanym stanowisku w PKU Wilno Miasto. W listopadzie 1928 ogłoszono jego przeniesienie do Powiatowej Komendy Uzupełnień Siedlce na stanowisko pełniącego obowiązki komendanta. W lipcu 1929 został zwolniony z zajmowanego stanowiska i pozostawiony bez przynależności służbowej z równoczesnym oddaniem do dyspozycji dowódcy Okręgu Korpusu Nr IX. 30 listopada 1929 został przeniesiony w stan spoczynku.
W 1940 został aresztowany w Wilnie, przewieziony do Moskwy i osadzony w więzieniu Łubianka. Po umowie premiera Sikorskiego za Stalinem wypuszczony z więzienia wstąpił do Polskich Sił Zbrojnych w ZSRR. Razem z armią przez Persję przeszedł do Palestyny. W Palestynie ukończył roczny kurs specjalistów administracji państwowej. W 1947 powrócił do kraju. Zmarł 31 grudnia 1974. Pochowany został w kwaterze dowborczyków na warszawskim Cmentarzu Wojskowym na Powązkach (kwatera A18-5-21).
Stanisław Kobyliński w styczniu 1920 ożenił się z Ireną Sawicką, z którą miał syna Jerzego (ur. 1921) − późniejszego oficera Kedywu Okręgu Wilno Armii Krajowej ps. „Bejka” oraz córkę Marię Barbarę (1927−2003), po mężu Adamczyk.

## Ordery i odznaczenia
- Krzyż Walecznych (15 lipca 1922, w zamian za amarantową wstążkę)[15]
- Srebrny Krzyż Zasługi (2 marca 1925)[16]
- Medal Pamiątkowy za Wojnę 1918−1921[17]
- Medal Dziesięciolecia Odzyskanej Niepodległości[17]
- Medal Zwycięstwa („Médaille Interalliée”)[17]
- Odznaka pamiątkowa I Korpusu Polskiego w Rosji[17]